# Ryan O'Kane
Ryan O'Kane es un actor neozelandés, más conocido por haber interpretado a Rhys Levitt en la serie City Homicide.

## Biografía
Es el mayor de cuatro hermanos, uno de ellos Liv O'Kane. 
En 2000 estudió la licenciatura de artes y se especializó en psicología en la Universidad de Otago en Nueva Zelanda.
Ryan sale con la actriz neozelandesa Jazmyne "Jaz" van Gosliga, la pareja se comprometió a finales de 2016.

## Carrera
Entre 2005 y 2006, apareció como personaje recurrente en la serie de siete episodios The Insider's Guide to Love, donde interpretó al criminal Brad, la serie sigue la vida de un grupo de jóvenes cuyas vidas se encuentran inexplicablementes relacionadas entre sí. En 2007 apareció en la serie policiaca The Hothouse, donde interpretó al policía Daniel y en Welcome to Paradise, donde dio vida a Zac.
En 2010 se unió al elenco de la serie australiana City Homicide, donde interpretó al detective Rhys Levitt, el sobrino de la comandante Bernice Waverley, hasta el final de la serie el 30 de marzo de 2011. En 2011 apareció en la película para la televisión Tangiwai: A Love Story, donde interpretó al jugador de cricket neozelandés Blair Bob, quien se encuentra jugando un partido cuando su prometida Nerissa Love (Rose McIver), muere en un accidente de tren. La película se basó en el mayor desastre sucedido en Nueva Zelanda en 1953 en Tangiwai, donde 151 personas murieron y dejó a más de 285 pasajeros heridos. En 2012 se unió al elenco de la serie Conspiracy 365, donde interpretó al sargento Dorian McGrath hasta el final de la serie ese mismo año. Ese mismo año apareció en la miniserie Howzat! Kerry Packer's War, donde interpretó al jugador de cricket Jeff Thomson, junto a Lachy Hulme, Matthew Le Nevez y Richard Davies. En 2017 se unió como personaje recurrente en la popular serie Home and Away, donde interpretó al doctor Riley Hawkins, hasta el 2 de marzo del mismo año, después de que su personaje renunciara y se fuera de Summer Bay luego de que se descubriera que había alterado los datos del tratamiento de Billie Ashford para meter en problemas al doctor Nate Cooper.

## Filmografía

### Series de televisión
| Año         | Título                     | Personaje               | Notas                                                        |
| ----------- | -------------------------- | ----------------------- | ------------------------------------------------------------ |
| 2017        | Home and Away              | Dr. Riley Hawkins       | 4 episodios                                                  |
| 2016        | The Secret Daughter        | Charlie Stryver         | episodio "I Fought the Law"                                  |
| 2014        | It's a Date                | Ranger Tom              | episodio "What's the Worst Thing That Can Happen on a Date?" |
| 2014        | Fat Tony & Co              | Boris Buick             | 6 episodios                                                  |
| 2013        | Mr & Mrs Murder            | Dino Rossi              | episodio "The Next Best Man"                                 |
| 2013        | The Doctor Blake Mysteries | Phillip Morrisey        | episodio "Still Waters"                                      |
| 2012        | Conspiracy 365             | Sargento Dorian McGrath | 12 episodios                                                 |
| 2012        | Howzat! Kerry Packer's War | Jeff Thomson            | 2 episodios - miniserie                                      |
| 2010 - 2011 | City Homicide              | Oficial Rhys Levitt     | 21 episodios                                                 |
| 2007        | The Hothouse               | Daniel Fitzgerald       | 7 episodios                                                  |
| 2007        | Welcome to Paradise        | Zac                     | 13 episodios                                                 |
| 2005 - 2006 | The Insiders Guide to Love | Brad                    | 7 episodios                                                  |

### Películas
| Año  | Título                         | Personaje         | Notas                                                                                                 |
| ---- | ------------------------------ | ----------------- | --- |
| 2016 | 6 Days                         | Snapper           | junto a Abbie Cornish, Jamie Bell, Mark Strong, Emun Elliott, Martin Shaw & Jared Turner              |
| 2015 | Down Under                     | Joven Kiwi        | junto a Lincoln Younes, Rahel Romahn, Alexander England, Damon Herriman, Justin Rosniak & David Field |
| 2015 | Mary: The Making of a Princess | Príncipe Federico | junto a Emma Hamilton, Nicholas Hope, Shane Briant, Genevieve Volk & Gary Clementson                  |
| 2015 | Alex & Eve                     | Paul              | junto a Richard Brancatisano, Andrea Demetriades, Zoe Carides, Tony Nikolakopoulos & Andy Trieu       |
| 2015 | Psychoanalysis                 | Andrew Fendell    | junto a Jessica Craig-Piper, Alan Flower, Simon London, Benedict Wall & Michael Whalley               |
| 2014 | Hotel Picard                   | Mark              | corto - junto a Rose Riley                                                                            |
| 2014 | Pirates of the Airwaves        | Derek Lowe        | junto a Cohen Holloway, Michael Whalley & Benedict Wall                                               |
| 2013 | One Step Ahead                 | Ben               | corto - junto a Gigi Edgley, Jack Kelly & Jake Edgley                                                 |
| 2012 | Pickett's Charge               | Richard Pickett   | corto - junto a Lauren Bailey, Eddie Baroo & Lulu McClatchy                                           |
| 2012 | Save Your Legs                 | Gobba             | junto a David Lyons, Stephen Curry, Madeleine West, Damon Gameau & Brenton Thwaites                   |
| 2011 | Rage                           | Des Oram          | junto a Maria Walker, John Leigh & Miranda Harcourt                                                   |
| 2011 | Tangiwai: A Love Story         | Blair Bob         | junto a Rose McIver, George Mason & Miranda Harcourt                                                  |
| 2011 | The Fall Guys                  | Kubrick           | junto a Zoe Cramond & Kyle Pryor                                                                      |
| 2008 | Second Hand Wedding            | Stew Davis        | junto a Holly Shanahan                                                                                |
| 2008 | Crossing the Line              | Piloto            | corto                                                                                                 |
| 2007 | My Story                       | -                 | - |
| 2006 | Out of the Blue                | Darren Buist      | junto a Karl Urban                                                                                    |
| 2006 | A&E (Accident & Eternity)      | Seb               | corto - junto a Serena Cotton                                                                         |

### Teatro
| Año  | Obra                                      | Personaje | Teatro             |
| ---- | ----------------------------------------- | --------- | ------------------ |
| 2010 | Apollo 13                                 | -         | Sydney Opera House |
| 2008 | A Street Car named Desire (Almost a Bird) | Stanley   | -                  |
| 2004 | Romeo and Juliet                          | Romeo     | -                  |

## Premios y nominaciones
| Año  | Categoría                | Premio          | Serie/Películas            | Resultado |
| ---- | ------------------------ | --------------- | -------------------------- | --------- |
| 2006 | Best Actor in a TV Drama | Qantas TV Award | My Story                   | Nominado  |
| 2006 | Best Actor in a TV Drama | Qantas TV Award | The Hothouse               | Nominado  |
| 2006 | Best Actor in a TV Drama | Qantas TV Award | The Insiders Guide to Love | Ganador   |